# 勒塔尼
勒塔尼（法語：Le Tanu，法語發音：[lə tany]）是法国芒什省的一个市镇，属于阿夫朗什区。

## 历史
1973年，市镇努瓦尔帕吕并入勒塔尼。

## 地理
勒塔尼（48°48'59"N, 1°20'43"W）面积10.12 平方千米，位于法国诺曼底大区芒什省，该省份为法国西北部沿海省份，西、北、东北三面环大西洋，东起顺时针与卡爾瓦多斯省、奧恩省、马耶讷省和伊勒-维莱讷省接壤。
与勒塔尼接壤的市镇（或旧市镇、城区）包括：尚普勒皮、布尔格诺勒、拉艾佩内勒、拉朗德代鲁、拉吕塞尔讷-杜特勒梅尔、勒吕奥、拉穆什、勒帕尔克。
勒塔尼的时区为UTC+01:00、UTC+02:00（夏令时）。

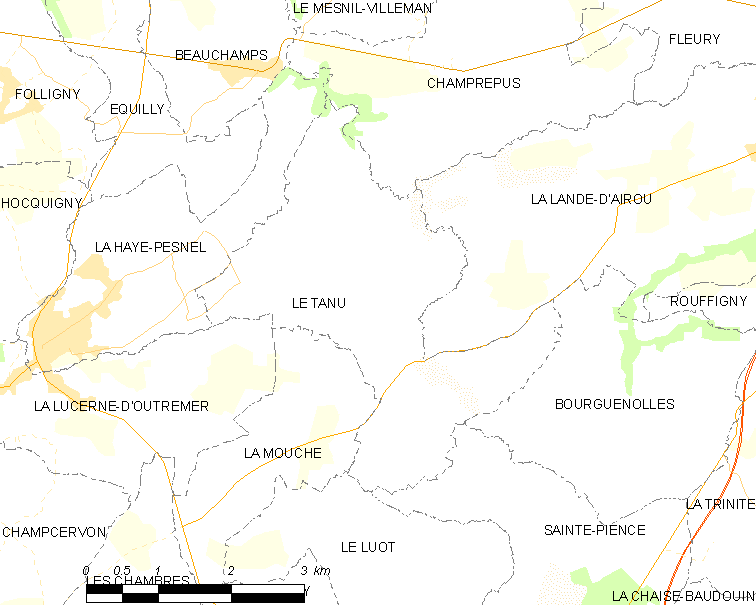
勒塔尼的OSM定位图

## 行政
勒塔尼的邮政编码为50320，INSEE市镇编码为50590。

## 政治
勒塔尼所属的省级选区为维勒迪约莱普瓦勒-鲁菲尼县。

## 人口

1962-2008年间勒塔尼人口变化图示

勒塔尼于2022年1月1日时的人口数量为421人。